# Лівійська криза (з 2011 року–до тепер)
Лівійська криза це поточна гуманітарна криза та військово-політична нестабільність що відбуваються в Лівії, починаючи з Арабської весни -протестів 2011 року, які призвели до двох громадянських війн, іноземного військового втручання, а також вигнання та смерть Муамара Каддафі . перша громадянська війна наслідки та поширення збройних груп призвели до насильства та нестабільності по всій країні, що вилилося у нову громадянську війну в 2014 році. Друга війна тривала до 23 жовтня 2020 року, коли всі сторони погодилися на постійне припинення вогню та переговори..

Військова обстановка в Лівії станом на червень 2020 року.
Під контролем уряду на чолі з Тобруком/уряду національної стабільності та Лівійської національної армії
Під контролем Уряду національної єдності (політичний вихід під керівництвом Тобрука) та союзників
Під контролем Уряду національного порятунку/Загального національного конгресу
Контролюється Радами моджахедів Дерни, Бенгазі та Аджабії
Контролюється місцевими силами
Контролюється силами туарегів

Криза в Лівії призвела до десятків тисяч жертв з початку насильства на початку 2011 року. Під час обох громадянських воєн виробництво важливої для економіки Лівії нафтової промисловості впало до невеликої частки свого звичайного рівня, незважаючи на найбільші запаси нафти серед усіх африканських країн, при цьому більшість об’єктів було заблоковано або пошкоджено конкуруючими групами.
З березня 2022 року два різних уряди контролюють країну: міжнародно визнаний Уряд національної єдності, який контролює західну частину країни й очолює Абдул Хамід Дбейбе, і Палата представників в Лівії, що базується на Триполі, Лівія. Визнаний Палатою представників Уряд національної стабільності, який номінально керує центральною та східною частинами Лівії та очолюється Осамою Хаммадом під «де-факто» правлінням Лівійської національної армії та її командувача Халіфи Хафтара.

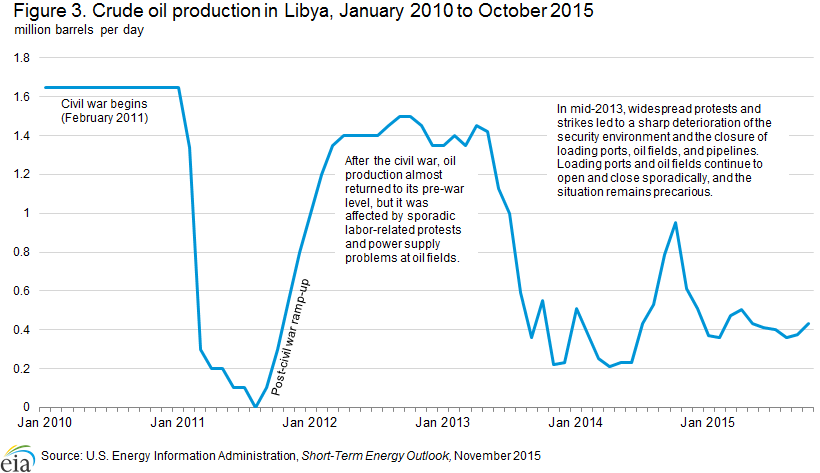
Видобуток нафти в Лівії впав під час двох громадянських війн.

## Передісторія
Історія Лівії за Муаммара Каддафі охопила 42 роки з 1969 по 2011 рік. Каддафі став «де-факто» лідером країни після 1 вересня 1969, після того як очолював групу молодих лівійських військових проти короля Ідріса I в ненасильницькій революції і безкровному державному перевороті. Після втечі короля з країни Лівійська революційна командна рада (ЛРКР) на чолі з Каддафі скасувала монархію і стару конституцію та проголосила нову Лівійську Арабську Республіку з девізом «свобода, соціалізм і єдність».
Після приходу до влади уряд РКЦ взяв під контроль усі нафтові компанії, що працюють у країні, і розпочав процес спрямування коштів на забезпечення освіти, охорони здоров’я та житла для всіх. Незважаючи на не зовсім ефективні реформи, державна освіта в країні стала безкоштовною, а початкова – обов’язковою для обох статей. Медичне обслуговування стало доступним для населення безкоштовно, але забезпечити житлом усіх було завданням, яке уряд не зміг виконати. При Каддафі дохід на душу населення в країні зріс до понад 11 000 доларів США, що є п’ятим показником в Африці. Зростання добробуту супроводжувалося суперечливою зовнішньою політикою та посиленням політичних репресій всередині країни.

## Конфлікти

### Перша громадянська війна
На початку 2011 року спалахнули протести, коли десятки тисяч лівійців вийшли на вулиці, вимагаючи демократичних змін в уряді, а також справедливості для тих, хто постраждав під правлінням Муаммера Каддафі.

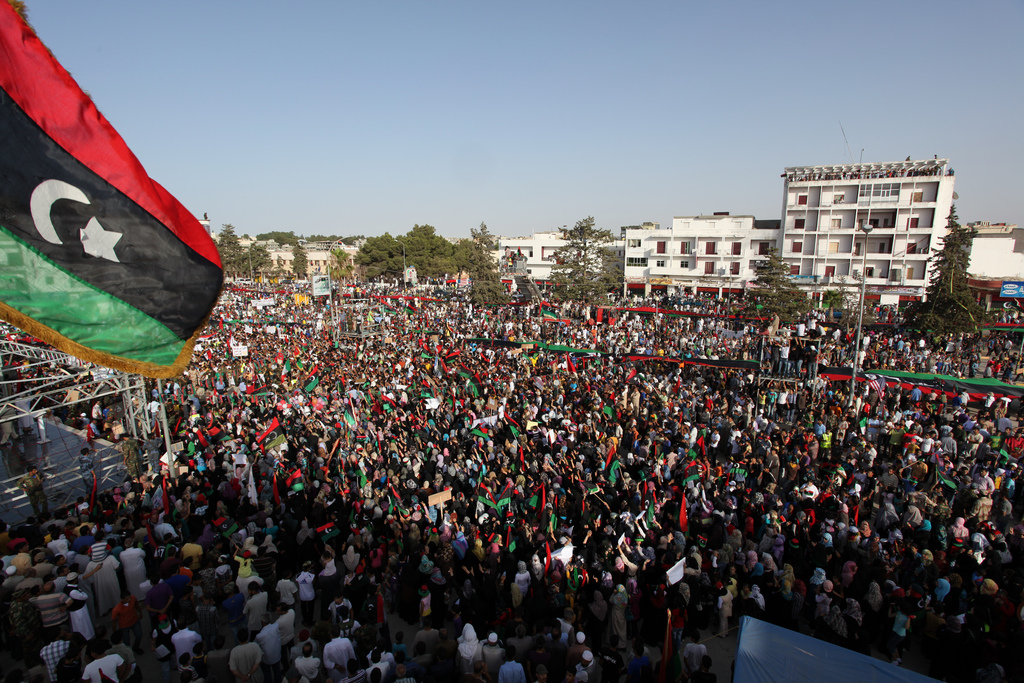
Демонстрації проти уряду під час першої громадянської війни

### Післяреволюційні збройні групи та насильство
Лівійська революція призвела до бідних військових, які приєдналися до сил повстанців, революційних бригад, які втекли з лівійської армії, пост-революційних бригад, ополчень та різних інших збройних груп, багато з яких складалися з простих робітників і студентів. Деякі збройні групи, сформовані під час війни проти режиму, а інші з’явилися пізніше з метою безпеки. Деякі з них базувалися на племінній приналежності. Групи утворювалися в різних частинах країни і значно відрізнялися за розміром, можливостями та впливом. Вони не були об’єднані як одне тіло, але вони не обов’язково ворогували одне з одним. Більшість умілих і досвідчених бійців і зброї становили революційні бригади. Деякі ополченці еволюціонували від злочинних мереж до насильницьких екстремістських угруповань, які зовсім відрізняються від бригад, які прагнуть забезпечити захист.

### Друга громадянська війна і припинення вогню
Друга громадянська війна в Лівії був конфлікт між ворогуючими групами, які прагнули встановити контроль над територією Лівії.

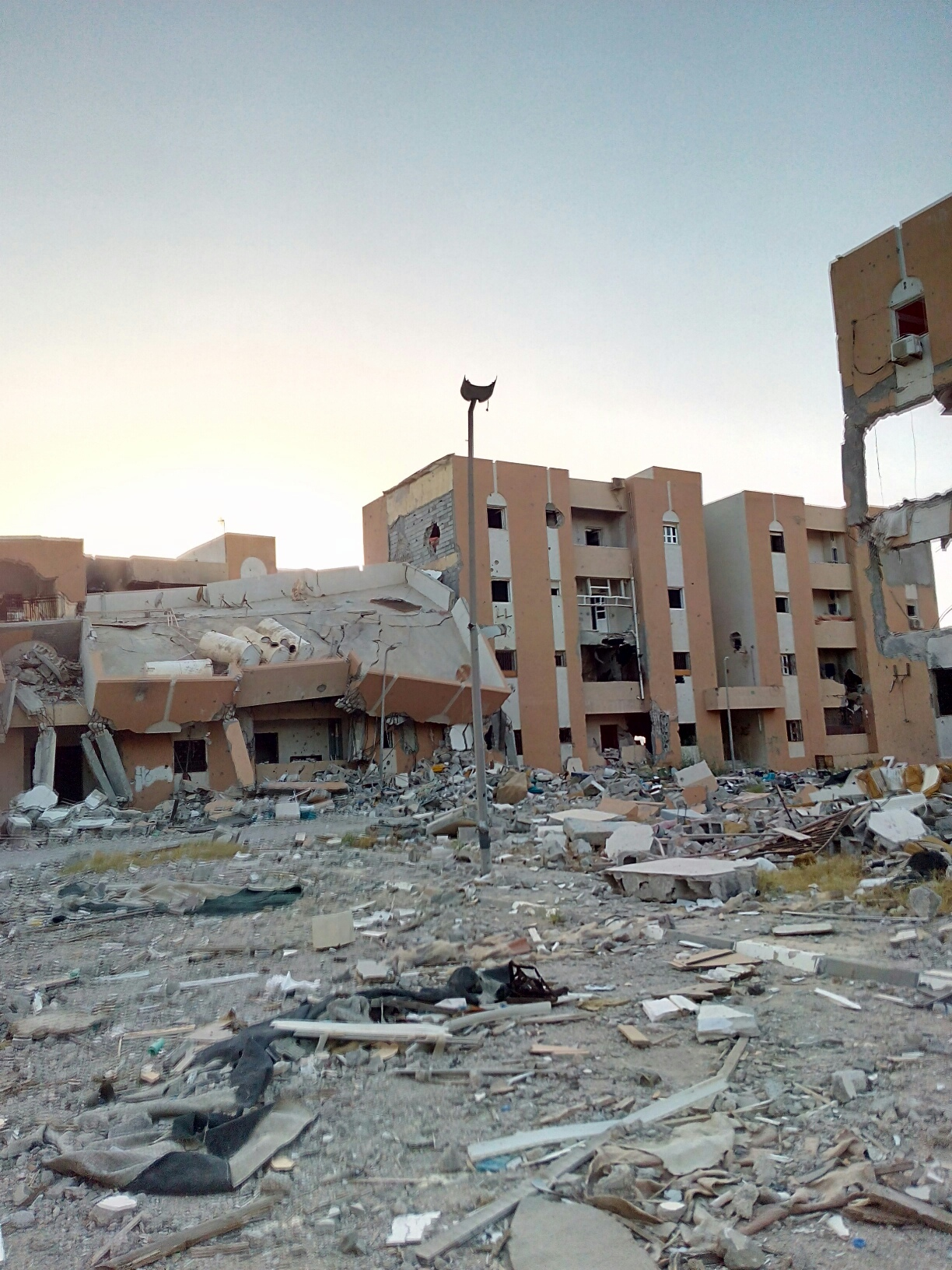
Пошкоджені будівлі в Сирті

### Політична нестабільність і бойові дії після громадянської війни
10 березня 2021 року було сформовано тимчасовий уряд єдності, а Уряд національної згоди було розпущено. Планувалося, що УНЄ залишиться на місці до наступних президентських виборів у Лівії, призначених на 10 грудня.
13  квітня 2025 року у Триполі спалахнули бої  .

## Соціально-економічний вплив
Незважаючи на кризу, Лівія зберігає один із найвищих рейтингів індекс людського розвитку (ІЛР) серед країн Африки. Війна спричинила значну втрату економічного потенціалу Лівії, яка оцінюється в 783,2 мільярда лівійських динарів з 2011 по 2021 рік. До 2022 року гуманітарна ситуація покращилася, хоча проблеми залишаються.

## Дивіться також
- Єменська криза (з 2011 року–тепер)
- Єгипетська криза (з 2011 року–по 2014 рік[en]
- Криза в Венесуелі[en] (кінець 2000-х років – дотепер)
- Іракський конфлікт[en] (з 2003 року–тепер)
- Турецьке втручання в Лівію (з 2020 року–дотепер)[en]